# Evi Van Acker
Evi Van Acker (Gent, 23 september 1985) is een Belgisch voormalig zeilster. Ze werden driemaal Europees kampioene (2006, 2007 en 2011) en won een bronzen medaille op de Olympische Zomerspelen van 2012 in Londen.

## Biografie
Ze begon op zesjarige leeftijd in de RBSC (Royal Belgium Sailing Club) in de Optimistklasse en werd al in 1998 Europees kampioene bij de jeugd. Twee jaar later stapte ze over naar de Europe, de toenmalige olympische klasse voor vrouwen. Ze werd 17e op het WK in 2003, plaatste daarmee België als land voor de Olympische Spelen van Athene, maar mocht zelf niet deelnemen. Na de middelbare school verhuisde ze naar Amsterdam om er in 2006 af te studeren als bachelor in de Chemie. Ondertussen was ze overgestapt naar de Laser radiaalklasse. Ze werd tweemaal Europees kampioene in 2006 en 2007. In 2007 stond ze daarom op de shortlist voor de ISAF World Sailor of the Year Award. Van Acker plaatste zich voor de Olympische Spelen in Peking, waar ze achtste werd. 
Na Peking besloot ze sport en studie verder te combineren. Sinds 2009 woont ze terug in Gent en studeert ze daar voor een master in de bio-ingenieurswetenschappen. In 2011 werd ze opnieuw Europees kampioene, pakte ze zilver op het Olympisch Test Event in Weymouth en werd ze tweede in de World Cup Series. Sinds 2011 staat ze ook eerste op de wereldranglijst. Zelf was ze in 2011 al geplaatst voor de Olympische Spelen in Londen in 2012, maar ze moest wel nog in december 2011 het land plaatsen op de Wereldkampioenschappen zeilen 2011 in Fremantle bij het Australische Perth. Tijdens het WK moest ze enkel Marit Bouwmeester voor haar dulden en behaalde ze zilver. Ze ontving in 2011 ook het Vlaams Sportjuweel.
Het zeilen op de Olympische Zomerspelen 2012 werd beslecht op de Weymouth and Portland National Sailing Academy. Evi Van Acker won de bronzen medaille in de Laser radiaal-klasse en moest de Chinese Xu Lijia en de Nederlandse Marit Bouwmeester voor zich laten. In 2012 werd ze in België gelauwerd met de Nationale trofee voor sportverdienste en de Vlaamse Reus en werd ze Sportvrouw van het jaar.
Bij de Wereldkampioenschappen zeilen 2014 in Santander behaalde ze brons in de Laser radiaalklasse.
In 2015 won ze onder meer de Trofeo Princesa Sofia in Palma de Mallorca en de Garda Trentino Olympic Week in Riva del Garda, twee regattas in de EUROSAF Champions Sailing Cup in Laser radiaal.
Op de Olympische Zomerspelen 2016 kon ze de verwachtingen niet inlossen omdat ze geplaagd werd door de nasleep van een infectie die ze enkele weken ervoor in Rio had opgelopen op een trainingsstage. Ondanks haar grote doorzettingsvermogen kon ze niet op haar niveau zeilen en eindigde ze net naast het podium op de vierde plaats.
Van Acker heeft jarenlang topsport en studies gecombineerd en behaalde tijdens haar topsportcarrière een Bachelor in de chemie en een Master in de bio-ingenieurswetenschappen. Op 14 september 2017 kondigde ze de stopzetting van haar profcarrière aan, waarna ze aan de slag ging als Client Success Manager bij Energy Lab waar ze haar passie voor sport en beweging inzette in de bedrijfswereld. In 2021 werd ze technisch directeur van Wind & Watersport Vlaanderen.
Begin 2025 overleefde Van Acker na een ziekenhuisverblijf van 37 dagen een levensbedreigende infectie op een vakantie in Costa Rica.

## Palmares
In al deze wedstrijden nam ze deel in de Laser Radiaal.
2016
- Fort Lauderdale International Regatta:
- WC Miami OCR:
- Eurosaf Palma:
- WC Hyères:
- Zeilen op de Olympische Zomerspelen 2016: 4e
- WC Weymouth: 5e

2015
- WC Miami:
- WC Trofeo Princesa Sofia:
- WC Hyères:
- WC Garda Trentino Olympic Week:
- Eurosaf Delta Lloyd Regatta:
- WC Weymouth & Portland:
- Rio de Janeiro International Sailing Week:
- Test Event Rio:
- WC Final Abu Dhabi: 4e
- WK Oman:
- Copa Brasil de Vela:

2014
- WC Palma: 4e
- WC Hyères:
- Eurosaf Delta Lloyd Regatta:
- Wereldkampioenschappen zeilen 2014:
- WC Abu Dhabi:
- Copa Brasil de Vela:

2013
- EK Dublin: 4e
- WK Rizhao: 8e

2012
- WC Rolex Miami OCR:
- WC Princess Sofia Trophee:
- WC Semaine Olympique Française:
- Zeilen op de Olympische Zomerspelen 2012:

2011
- Wereldkampioenschappen zeilen 2011:
- Pre-Olympics:
- EK Helsinki:
- Open EK:
- OVERALL WORLD CUP:
- WC Sail for Gold Regatta:
- WC Delta Lloyd Regatta:
- WC Semaine Olympique Française: 8e
- WC Princess Sofia Trophee:
- WC Rolex Miami OCR:

2010
- WC Skandia Sail for Gold: 7e
- Wereldkampioenschap: 8e
- Europees Kampioenschap: 4e
- WC Delta Lloyd Regatta:
- WC Semaine Olympique Francaise: 11e
- WC Princess Sofia Trophee: 8e

2009
- WC Skandia Sail for Gold Regatta: 5e
- WK Karatsu: 6e
- EK Charlottenlund: 8e
- WC Kieler Woche:
- Semaine Olympique Française:
- WC Princess Sofia Trophee: 5e

2008
- Zeilen op de Olympische Zomerspelen 2008: 8e
- EK:
- WC Delta Lloyd Regatta: 5e
- WC North Sea Regatta:
- Semaine Olympique Française:
- WC Expert Garda: 4e
- WK Takapuna: 9e

2007
- Pre-Olympics:
- EK Scheveningen:
- 13e ISAF WK Cascais: 13e
- WC Breitling Regatta:
- Semaine Olympique Française:
- WC Princess Sofia Trophee:
- WC Expert Garda:
- WC Miami OCR:

2006
- WK Los Angeles: 5e
- EK Riccione:
- Holland Regatta:
- Semaine Olympique Frantaise: 6e
- Princess Sofia Trophee:
- Expert Garda:
- Mid Winters East: 6e

2005
- WK Fortaleza: 16e
- Holland Regatta:13e

## Onderscheidingen
- In 2011 kreeg Van Acker het Vlaams Sportjuweel toegekend.
- In 2012 won ze de Nationale trofee voor sportverdienste, kreeg ze de Vlaamse Reus en werd ze sportvrouw van het jaar.
- In 2012 werd ze de allereerste ereburger van Lochristi.

## Trivia
In 2017 deed Van Acker mee aan De Slimste Mens ter Wereld.
1982 Annie Lambrechts · 1983 Eddy Annys · 1984 Ingrid Berghmans · 1985 niet uitgereikt · 1986 William Van Dijck · 1987 Wim Van Belleghem · 1988 Robert Van de Walle · 1989 niet uitgereikt · 1990 Ulla Werbrouck · 1991 Sabine Appelmans · 1992 Annelies Bredael · 1993 Gella Vandecaveye · 1994 Brigitte Becue · 1995 Fred Deburghgraeve · 1996 Luc Van Lierde · 1997 Stefan Everts · 1998 Sven Nys · 1999 Marleen Renders · 2000 Filip Meirhaeghe · 2001 Kim Clijsters · 2002 Kim Gevaert · 2003 Benny Vansteelant · 2004 Gino De Keersmaeker · 2005 Kathleen Smet · 2006 Tia Hellebaut · 2007 estafetteploeg 4x100m dames · 2008 Kenny De Ketele · 2009 Tom Goegebuer · 2010 Cédric Van Branteghem · 2011 Evi Van Acker · 2012 Hans Van Alphen and Marieke Vervoort · 2013 Frederik Van Lierde · 2014 Bart Swings · 2015 Jaouad Achab · 2016 Peter Genyn · 2017 Seppe Smits · 2018 Nina Derwael · 2019 Emma Meesseman · 2020 niet uitgereikt · 2021 Belgische hockeyploeg (mannen) · 2022 Remco Evenepoel  · 2023 Lotte Kopecky
1928 Louis Crooy en Victor Groenen · 1929 Georges Ronsse · 1930 Hyacinthe Roosen · 1931 René Milhoux en Jules Tacheny · 1933 Jef Scherens · 1934 Union Sint-Gillis · 1935 Arnold de Looz-Corswarem · 1936 Ernest Demuyter · 1937 Joseph Mostert · 1938 Hubert Carton de Wiart · 1939 Henry de Menten de Horne · 1940 Fernande Caroen · 1941 Jan Guilini · 1942 Pol Braekman · 1943 Albert de Ligne · 1944 niet toegekend · 1945 vliegend personeel van de Belgische sectie van de Royal Air Force · 1946 Gaston Reiff · 1947 Micheline Lannoy en Pierre Baugniet · 1948 Etienne Gailly · 1949 Feru Moulin · 1950 Briek Schotte · 1951 Johny Claes en Jacques Ickx · 1952 André Noyelle · 1953 bemanning van het jacht Omoo (zeilsport) · 1954 Adolf Verschueren · 1955 Roger Moens · 1956 Gilberte Thirion · 1957 Jacky Brichant en Philippe Washer · 1958 René Baeten · 1959 Belgische hockeyploeg bij de mannen · 1960 Flory Van Donck · 1961 Rik Van Looy · 1962 Gaston Roelants · 1963 Aureel Vandendriessche · 1964 Joël Robert · 1965 Eerste Jachtwing van de Belgische Luchtmacht · 1966 Raymond Ceulemans · 1967 Ferdinand Bracke en Eddy Merckx · 1968 Jacky Ickx · 1969 Serge Reding · 1970 Freddy Herbrand · 1971 Miel Puttemans · 1972 Karel Lismont · 1973 Roger De Coster · 1974 Paul Van Himst · 1975 Jean-Pierre Burny · 1976 Ivo Van Damme · 1977 Gaston Rahier · 1978 RSC Anderlecht · 1979 Robert Van de Walle · 1980 Belgische voetbalploeg bij de mannen · 1981 Annie Lambrechts · 1982 Ingrid Berghmans · 1983 Eddy Annys · 1984 André Malherbe · 1985 niet toegekend · 1986 William Van Dijck · 1987 Ingrid Lempereur · 1988 Eric Geboers · 1989 Michel Preud'homme · 1990 Jan Ceulemans · 1991 Jean-Michel Saive · 1992 Annelies Bredael · 1993 Vincent Rousseau · 1994 Brigitte Becue · 1995 Frédérik Deburghgraeve · 1996 Johan Museeuw · 1997 Luc Van Lierde · 1998 Ulla Werbrouck · 1999 Gella Vandecaveye · 2000 Joël Smets · 2001 Kim Clijsters en Justine Henin · 2002 Marc Wilmots · 2003 Stefan Everts · 2004 Axel Merckx · 2005 Tom Boonen · 2006 Kim Gevaert en Tia Hellebaut · 2007 4x100m-estafetteploeg voor vrouwen · 2008 niet toegekend · 2009 Philippe Gilbert · 2010 Philippe Le Jeune · 2011 Kevin Borlée · 2012 Evi Van Acker · 2013 Frederik Van Lierde · 2014 Daniel Van Buyten · 2015 4x400m-estafetteploeg voor mannen · 2016 Nafissatou Thiam · 2017 David Goffin · 2018 Nina Derwael · 2019 Belgische hockeyploeg bij de mannen · 2020 Wout van Aert · 2021 Bashir Abdi · 2022 Remco Evenepoel · 2023 Bart Swings · 2024 Lotte Kopecky
1992 Sabine Appelmans · 1993 Gella Vandecaveye · 1994 Frédérik Deburghgraeve · 1995 Johan Museeuw · 1996 Luc Van Lierde · 1997 Luc Van Lierde · 1998 Frédérik Deburghgraeve · 1999 Luc Van Lierde · 2000 Kim Clijsters · 2001 Kim Clijsters · 2002 Kim Gevaert · 2003 Marc Herremans · 2004 Kim Gevaert · 2005 Tom Boonen · 2006 Tia Hellebaut · 2007 Kim Gevaert · 2008 Tia Hellebaut · 2009 Niels Albert · 2010 Kim Clijsters · 2011 Thomas Van Der Plaetsen · 2012 Evi Van Acker · 2013 Frederik Van Lierde · 2014 Delfine Persoon · 2015 Marieke Vervoort · 2016 Greg Van Avermaet · 2017 Nina Derwael · 2018 Nina Derwael · 2019 Emma Meesseman · 2020 Wout van Aert · 2021 Bashir Abdi en Peter Genyn · 2022 Remco Evenepoel · 2023 Patrick Lefevere · 2024 Jan Vertonghen